# Cassano Irpino

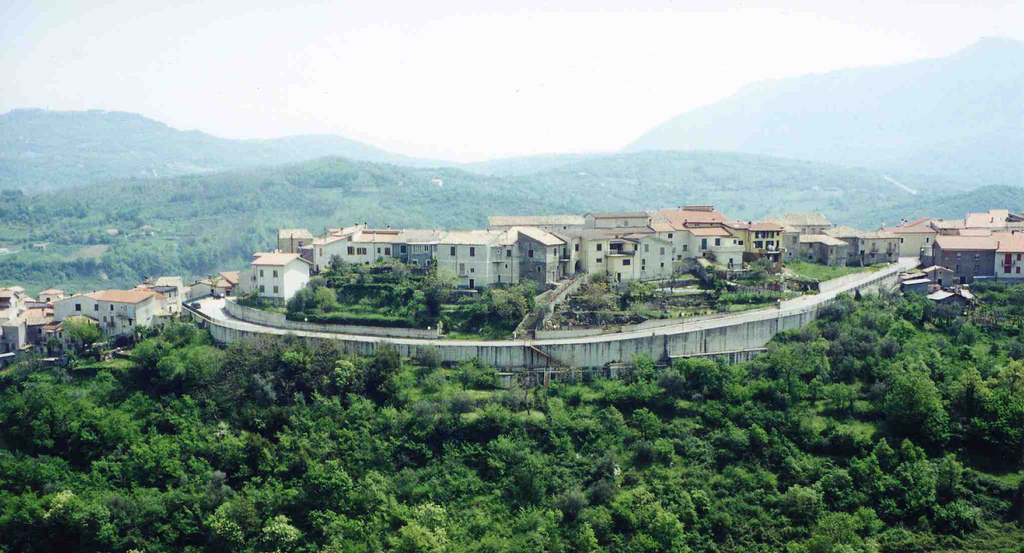
Cassano Irpino

Cassano Irpino ist eine italienische Gemeinde mit 955 Einwohnern (Stand 31. Dezember 2023) in der Provinz Avellino in der Region Kampanien. Der Ort ist Teil der Bergkommune Comunità Montana Terminio Cervialto.

## Geografie
Die Nachbargemeinden sind Montella, Montemarano und Nusco.

## Verkehr
Der Haltepunkt Cassano Irpino liegt ortsnah an der im Personenverkehr nicht mehr bedienten Bahnstrecke Avellino–Rocchetta Sant’Antonio.